# Mesabolivar spinulosus
Mesabolivar spinulosus là một loài nhện trong họ Pholcidae. Loài này được phát hiện ở Brasil.